# Neuglise
Neuglise ist ein Ortsteil der französischen Gemeinde Bessay-sur-Allier im Département Allier der Region Auvergne-Rhône-Alpes. Neuglise liegt circa einen Kilometer östlich von Bessay-sur-Allier.

## Geschichte
Die Grundherren des Ortes lebten bis zur Revolution im Schloss, das von einer Wehrmauer umgeben wird.
Bis zum 19. Jahrhundert war Neuglise ein Dorf mit einem Dutzend Häuser und einer Kirche. Heute sind nur noch wenige Reste der Häuser erhalten.

## Sehenswürdigkeiten

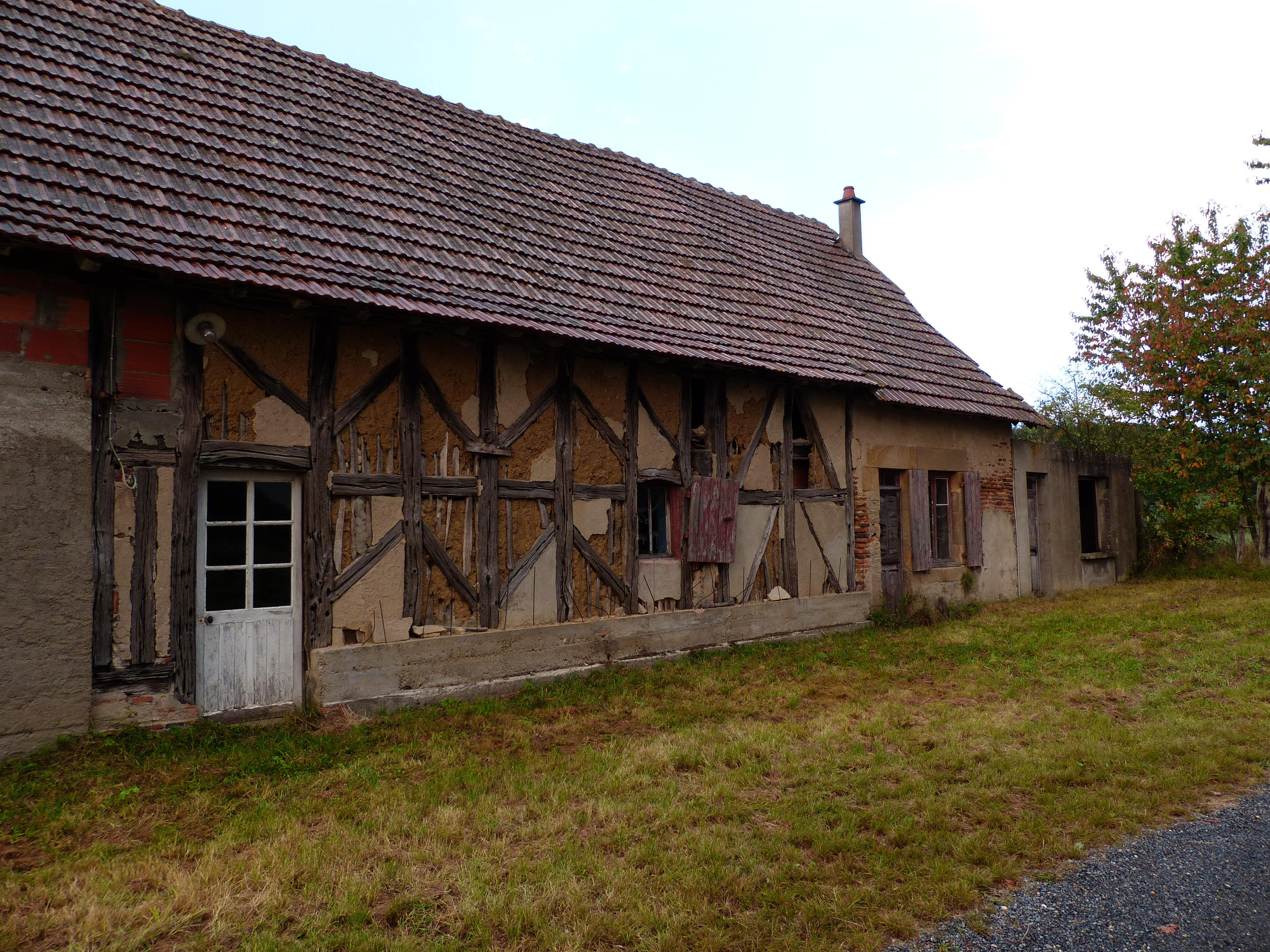
Fachwerkhaus in Neuglise

Siehe auch: Liste der Monuments historiques in Bessay-sur-Allier
- Schloss Chaugy mit Taubenturm (Monument historique)
- Fachwerkhaus aus dem 16./17. Jahrhundert (Monument historique)